# Liste des députés de la VIIe législature du Parlement de Catalogne
Les députés de la VIIe législature du Parlement de Catalogne sont les 135 députés de la VIIe législature du Parlement de Catalogne élus lors des élections au Parlement de Catalogne de 2003. Leur mandat commence le 5 décembre 2003 et se termine le 8 septembre 2006.

## Liste des députés
- Haut – A
- B
- C
- D
- E
- F
- G
- H
- I
- J
- K
- L
- M
- N
- O
- P
- Q
- R
- S
- T
- U
- V
- W
- X
- Y
- Z

| Nom                                   | Liste | Liste                              | Circonscription | Notes                                                                                           |
| ------------------------------------- | ----- | ---------------------------------- | --------------- | ----------------------------------------------------------------------------------------------- |
| Oriol Amorós i March                  |       | Esquerra Republicana de Catalunya  | Barcelone       |                                                                                                 |
| Maria Teresa Aragonès i Perales       |       | Esquerra Republicana de Catalunya  | Barcelone       |                                                                                                 |
| Jordi Ausàs i Coll                    |       | Esquerra Republicana de Catalunya  | Lleida          |                                                                                                 |
| Assumpta Baig i Torras                |       | Parti des socialistes de Catalogne | Barcelone       |                                                                                                 |
| Francesc Xavier Ballabriga i Cases    |       | Convergence et Union               | Lleida          |                                                                                                 |
| Miquel Barceló i Roca                 |       | Parti des socialistes de Catalogne | Barcelone       | Jusqu'au 2 septembre 2004, remplacé le 13 septembre 2004 par Josep Casajuana i Pladellorens     |
| Albert Batalla i Siscart              |       | Convergence et Union               | Lleida          |                                                                                                 |
| Ernest Benach i Pascual               |       | Esquerra Republicana de Catalunya  | Tarragone       | Président du Parlement                                                                          |
| Joan Bertomeu i Bertomeu              |       | Parti populaire de Catalogne       | Tarragone       |                                                                                                 |
| Uriel Bertran Arrué                   |       | Esquerra Republicana de Catalunya  | Barcelone       |                                                                                                 |
| Joan Boada Masoliver                  |       | Iniciativa per Catalunya Verds     | Barcelone       |                                                                                                 |
| Carles Josep Bonet i Revés            |       | Esquerra Republicana de Catalunya  | Barcelone       |                                                                                                 |
| Jaume Bosch i Mestres                 |       | Iniciativa per Catalunya Verds     | Barcelone       |                                                                                                 |
| Francés Boya i Alòs                   |       | Parti des socialistes de Catalogne | Lleida          |                                                                                                 |
| Maria Dolors Camats i Luis            |       | Iniciativa per Catalunya Verds     | Barcelone       |                                                                                                 |
| Josefina Cambra i Giné                |       | Convergence et Union               | Barcelone       |                                                                                                 |
| Ramon Camp i Batalla                  |       | Convergence et Union               | Barcelone       | Deuxième vice-président                                                                         |
| Jaume Camps i Rovira                  |       | Convergence et Union               | Barcelone       | Jusqu'au 28 avril 2005, remplacé le 6 mai 2005 par Meritxell Borràs i Solé                      |
| Marta Camps Torrens                   |       | Parti des socialistes de Catalogne | Lleida          |                                                                                                 |
| Carme Capdevila i Palau               |       | Esquerra Republicana de Catalunya  | Gérone          |                                                                                                 |
| Josep Maria Carbonell i Abelló        |       | Parti des socialistes de Catalogne | Barcelone       | Jusqu'au 17 juin 2004, remplacé le 28 juin 2004 par Antoni Comín i Oliveres                     |
| Jordi Carbonell i Sebarroja           |       | Parti des socialistes de Catalogne | Lleida          | Jusqu'au 8 juillet 2005, remplacé le 18 juillet 2005 par Teresa Josa de Riu                     |
| Martí Carnicer i Vidal                |       | Parti des socialistes de Catalogne | Tarragone       | Jusqu'au 9 janvier 2004, remplacé le 23 janvier 2004 par Joaquim Josep Paladella Curto          |
| Josep-Lluís Carod-Rovira              |       | Esquerra Republicana de Catalunya  | Barcelone       |                                                                                                 |
| Teresa Carrera González               |       | Parti des socialistes de Catalogne | Tarragone       |                                                                                                 |
| Joan Carrera i Pedrol                 |       | Convergence et Union               | Tarragone       |                                                                                                 |
| Carme Carretero Romay                 |       | Parti des socialistes de Catalogne | Gérone          | Deuxième secrétaire                                                                             |
| Eudald Casadesús i Barceló            |       | Convergence et Union               | Gérone          |                                                                                                 |
| Jordi Casas i Bedós                   |       | Convergence et Union               | Barcelone       |                                                                                                 |
| Antoni Castellà i Clavé               |       | Convergence et Union               | Barcelone       |                                                                                                 |
| Antoni Castells i Oliveres            |       | Parti des socialistes de Catalogne | Barcelone       | Jusqu'au 9 janvier 2004, remplacé le 13 janvier 2004 par Teresa Estruch Mestres                 |
| Mohammed Chaib Akhdim                 |       | Parti des socialistes de Catalogne | Barcelone       |                                                                                                 |
| Marta Cid i Pañella                   |       | Esquerra Republicana de Catalunya  | Tarragone       | Jusqu'au 31 mars 2004, remplacée le 13 avril 2004 par Jordi Castells i Guasch                   |
| Maria Dolors Clavell i Nadal          |       | Iniciativa per Catalunya Verds     | Barcelone       |                                                                                                 |
| Josep Lluís Cleries i Gonzàlez        |       | Convergence et Union               | Barcelone       |                                                                                                 |
| Higini Clotas i Cierco                |       | Parti des socialistes de Catalogne | Barcelone       | Premier vice-président                                                                          |
| Maria Dolors Comas d'Argemir i Cendra |       | Iniciativa per Catalunya Verds     | Tarragone       |                                                                                                 |
| Lluís Maria Corominas i Díaz          |       | Convergence et Union               | Barcelone       |                                                                                                 |
| Maria Eugènia Cuenca i Valero         |       | Convergence et Union               | Barcelone       |                                                                                                 |
| Núria de Gispert i Català             |       | Convergence et Union               | Barcelone       |                                                                                                 |
| Sergi de los Ríos i Martínez          |       | Esquerra Republicana de Catalunya  | Tarragone       |                                                                                                 |
| Manuela de Madre Ortega               |       | Parti des socialistes de Catalogne | Barcelone       |                                                                                                 |
| Ana del Frago Barés                   |       | Parti des socialistes de Catalogne | Barcelone       |                                                                                                 |
| Pilar Dellunde i Clavé                |       | Esquerra Republicana de Catalunya  | Barcelone       |                                                                                                 |
| Josep Antoni Duran i Lleida           |       | Convergence et Union               | Barcelone       | Jusqu'au 30 mars 2004, remplacé le 2 avril 2004 par Jordi Turull i Negre                        |
| Pilar Díaz i Romero                   |       | Parti des socialistes de Catalogne | Barcelone       |                                                                                                 |
| Ramon Espadaler i Parcerisas          |       | Convergence et Union               | Barcelone       |                                                                                                 |
| Ramon Espasa i Oliver                 |       | Parti des socialistes de Catalogne | Barcelone       |                                                                                                 |
| Pere Esteve i Abad                    |       | Esquerra Republicana de Catalunya  | Barcelone       | Jusqu'au 29 décembre 2003, remplacé le 15 janvier 2004 par Isabel Nonell Torras                 |
| Miquel Àngel Estradé i Palau          |       | Esquerra Republicana de Catalunya  | Lleida          |                                                                                                 |
| Antoni Fernández Teixidó              |       | Convergence et Union               | Barcelone       |                                                                                                 |
| Joan Ferran i Serafini                |       | Parti des socialistes de Catalogne | Barcelone       |                                                                                                 |
| Carme Figueras i Siñol                |       | Parti des socialistes de Catalogne | Barcelone       |                                                                                                 |
| Elisabet Font i Montanyà              |       | Iniciativa per Catalunya Verds     | Barcelone       | Quatrième secrétaire à partir du 31 mars 2004                                                   |
| Josep Maria Freixanet i Mayans        |       | Esquerra Republicana de Catalunya  | Barcelone       |                                                                                                 |
| Eva García i Rodríguez                |       | Parti populaire de Catalogne       | Barcelone       |                                                                                                 |
| Marina Geli i Fàbrega                 |       | Parti des socialistes de Catalogne | Gérone          | Jusqu'au 19 décembre 2003, remplacée le 2 janvier 2004 par Esteve Pujol i Badà                  |
| Carme Laura Gil i Miró                |       | Convergence et Union               | Lleida          |                                                                                                 |
| Josep Grau i Seris                    |       | Convergence et Union               | Lleida          |                                                                                                 |
| Francesc Homs i Ferret                |       | Convergence et Union               | Barcelone       | Jusqu'au 25 janvier 2005, remplacé le 31 janvier 2005 par Josep Lluís Fernández i Burgui        |
| Francesc Homs i Molist                |       | Convergence et Union               | Barcelone       |                                                                                                 |
| Josep Huguet i Biosca                 |       | Esquerra Republicana de Catalunya  | Barcelone       | Jusqu'au 28 octobre 2004, remplacé le 9 novembre 2004 par Elisenda Albertí i Casas              |
| Miquel Iceta i Llorens                |       | Parti des socialistes de Catalogne | Barcelone       |                                                                                                 |
| Marina Llansana Rosich                |       | Esquerra Republicana de Catalunya  | Barcelone       |                                                                                                 |
| Joaquim Llena i Cortina               |       | Parti des socialistes de Catalogne | Lleida          | Jusqu'au 9 mai 2006, remplacé le 12 mai 2006 par Manuela González i Griñán                      |
| Josep Llobet Navarro                  |       | Parti populaire de Catalogne       | Barcelone       |                                                                                                 |
| Marta Llorens i Garcia                |       | Convergence et Union               | Barcelone       |                                                                                                 |
| Agustí Lluís López i Pla              |       | Convergence et Union               | Lleida          |                                                                                                 |
| Rafael López i Rueda                  |       | Parti populaire de Catalogne       | Barcelone       |                                                                                                 |
| Rafael Luna Vivas                     |       | Parti populaire de Catalogne       | Tarragone       | Troisième secrétaire                                                                            |
| Pere Macias i Arau                    |       | Convergence et Union               | Gérone          |                                                                                                 |
| Ernest Maragall i Mira                |       | Parti des socialistes de Catalogne | Barcelone       | Jusqu'au 9 janvier 2004, remplacé le 13 janvier 2004 par Àngela Gassó i Closa                   |
| Pasqual Maragall i Mira               |       | Parti des socialistes de Catalogne | Barcelone       |                                                                                                 |
| Artur Mas i Gavarró                   |       | Convergence et Union               | Barcelone       |                                                                                                 |
| Àlex Masllorens i Escubós             |       | Parti des socialistes de Catalogne | Tarragone       | Jusqu'au 1er juin 2006, remplacé le 16 juin 2006 par Conxita Rodríguez Cara                     |
| Josep Micaló i Aliu                   |       | Convergence et Union               | Gérone          |                                                                                                 |
| Caterina Mieras i Barceló             |       | Parti des socialistes de Catalogne | Barcelone       | Jusqu'au 29 décembre 2003, remplacée le 13 janvier 2004 par Roberto Edgardo Labandera Ganachipi |
| Jordi Miralles i Conte                |       | Iniciativa per Catalunya Verds     | Barcelone       |                                                                                                 |
| Anna Miranda i Torres                 |       | Convergence et Union               | Lleida          | Première secrétaire                                                                             |
| Carmel Mòdol i Bresolí                |       | Esquerra Republicana de Catalunya  | Lleida          |                                                                                                 |
| Jordi Montanya i Mías                 |       | Parti populaire de Catalogne       | Lleida          |                                                                                                 |
| Dolors Montserrat i Culleré           |       | Parti populaire de Catalogne       | Barcelone       |                                                                                                 |
| Mateu Montserrat i Miquel             |       | Convergence et Union               | Tarragone       |                                                                                                 |
| Dolors Nadal i Aymerich               |       | Parti populaire de Catalogne       | Lleida          | Jusqu'au 24 mars 2004, remplacée le 30 mars 2004 par Joan López Alegre                          |
| Joaquim Nadal i Farreras              |       | Parti des socialistes de Catalogne | Gérone          |                                                                                                 |
| Manel Nadal i Farreras                |       | Parti des socialistes de Catalogne | Gérone          | Jusqu'au 9 janvier 2004, remplacé le 16 janvier 2004 par José Antonio Donaire Benito            |
| Joan Miquel Nadal i Malé              |       | Convergence et Union               | Tarragone       |                                                                                                 |
| Oriol Nel·lo i Colom                  |       | Parti des socialistes de Catalogne | Gérone          | Jusqu'au 9 janvier 2004, remplacé le 13 janvier 2004 par Joan Galceran i Margarit               |
| María Ángeles Olano i García          |       | Parti populaire de Catalogne       | Barcelone       |                                                                                                 |
| Esteve Orriols i Sendra               |       | Convergence et Union               | Barcelone       |                                                                                                 |
| Belén Pajares i Ribas                 |       | Parti populaire de Catalogne       | Barcelone       |                                                                                                 |
| Josep Maria Pelegrí i Aixut           |       | Convergence et Union               | Lleida          |                                                                                                 |
| Carles Pellicer i Punyed              |       | Convergence et Union               | Tarragone       |                                                                                                 |
| David Pérez i Ibáñez                  |       | Parti des socialistes de Catalogne | Barcelone       |                                                                                                 |
| Lluís Miquel Pérez i Segura           |       | Parti des socialistes de Catalogne | Tarragone       |                                                                                                 |
| Josep Piqué i Camps                   |       | Parti populaire de Catalogne       | Barcelone       |                                                                                                 |
| Josep Poblet i Tous                   |       | Convergence et Union               | Tarragone       |                                                                                                 |
| Josep Pont i Sans                     |       | Convergence et Union               | Lleida          |                                                                                                 |
| Carme Porta i Abad                    |       | Esquerra Republicana de Catalunya  | Barcelone       |                                                                                                 |
| Josep Lluís Postigo i Garcia          |       | Iniciativa per Catalunya Verds     | Gérone          |                                                                                                 |
| Consol Prados Martínez                |       | Parti des socialistes de Catalogne | Barcelone       | Jusqu'au 1er juin 2006, remplacé le 16 juin 2006 par Montserrat Capdevila i Tatché              |
| Felip Puig i Godes                    |       | Convergence et Union               | Barcelone       |                                                                                                 |
| Carles Puigdomènech i Cantó           |       | Convergence et Union               | Barcelone       |                                                                                                 |
| Oriol Pujol i Ferrusola               |       | Convergence et Union               | Barcelone       |                                                                                                 |
| Alfons Quera i Carré                  |       | Esquerra Republicana de Catalunya  | Gérone          |                                                                                                 |
| Josep Maria Rañé i Blasco             |       | Parti des socialistes de Catalogne | Barcelone       | Jusqu'au 29 décembre 2003, remplacé le 13 janvier 2004 par Juan Manuel Jaime Ortea              |
| Joan Raventós i Pujadó                |       | Convergence et Union               | Barcelone       |                                                                                                 |
| Lluís Miquel Recoder i Miralles       |       | Convergence et Union               | Barcelone       |                                                                                                 |
| Maria Glòria Renom i Vallbona         |       | Convergence et Union               | Barcelone       |                                                                                                 |
| Elena Ribera i Garijo                 |       | Convergence et Union               | Gérone          |                                                                                                 |
| Joan Ridao i Martín                   |       | Esquerra Republicana de Catalunya  | Barcelone       |                                                                                                 |
| Albert Riera i Pairó                  |       | Convergence et Union               | Gérone          |                                                                                                 |
| Irene Rigau i Oliver                  |       | Convergence et Union               | Gérone          |                                                                                                 |
| Maria Mercè Roca i Perich             |       | Esquerra Republicana de Catalunya  | Gérone          |                                                                                                 |
| Santiago Rodríguez i Serra            |       | Parti populaire de Catalogne       | Barcelone       |                                                                                                 |
| Joan Maria Roig i Grau                |       | Convergence et Union               | Tarragone       |                                                                                                 |
| Joan Roma i Cunill                    |       | Parti des socialistes de Catalogne | Barcelone       |                                                                                                 |
| Manel Royes i Vila                    |       | Parti des socialistes de Catalogne | Barcelone       | Jusqu'au 22 janvier 2004, remplacé le 27 janvier 2004 par Jordi Terrades i Santacreu            |
| Josep Rull i Andreu                   |       | Convergence et Union               | Barcelone       |                                                                                                 |
| Joan Sabaté i Borràs                  |       | Parti des socialistes de Catalogne | Tarragone       |                                                                                                 |
| Alicia Sánchez-Camacho Pérez          |       | Parti populaire de Catalogne       | Gérone          | Jusqu'au 24 mars 2004, remplacée le 30 mars 2004 par Manel Ibarz i Casadevall                   |
| Francesc Sancho i Serena              |       | Convergence et Union               | Tarragone       |                                                                                                 |
| Lídia Santos i Arnau                  |       | Parti des socialistes de Catalogne | Barcelone       |                                                                                                 |
| Joan Saura i Laporta                  |       | Iniciativa per Catalunya Verds     | Barcelone       |                                                                                                 |
| Núria Segú Ferré                      |       | Parti des socialistes de Catalogne | Tarragone       | Jusqu'au 1er juin 2006, remplacée le 22 juin 2006 par Carme Mas i Morillas                      |
| Teresa Serra i Majem                  |       | Parti des socialistes de Catalogne | Barcelone       |                                                                                                 |
| Daniel Sirera i Bellés                |       | Parti populaire de Catalogne       | Barcelone       |                                                                                                 |
| Montserrat Tura i Camafreita          |       | Parti des socialistes de Catalogne | Barcelone       | Jusqu'au 29 décembre 2003, remplacée le 13 janvier 2004 par Bernardo Fernández Martínez         |
| Carme Valls i Llobet                  |       | Parti des socialistes de Catalogne | Barcelone       |                                                                                                 |
| Josep Maria Vallès i Casadevall       |       | Parti des socialistes de Catalogne | Barcelone       |                                                                                                 |
| Francesc Vendrell i Bayona            |       | Parti populaire de Catalogne       | Barcelone       |                                                                                                 |
| Xavier Vendrell i Segura              |       | Esquerra Republicana de Catalunya  | Barcelone       | Jusqu'au 21 juin 2005, remplacé le 28 juin 2005 par Miquel Carrillo Giralt                      |
| Pere Vigo i Sallent                   |       | Esquerra Republicana de Catalunya  | Gérone          |                                                                                                 |
| Flora Vilalta Sospedra                |       | Parti des socialistes de Catalogne | Barcelone       |                                                                                                 |
| Esteve Vilanova i Vilà                |       | Convergence et Union               | Gérone          |                                                                                                 |